# Сиволап Михайло Іванович
Михайло Іванович Сиволап (1909, село Полтавка Полтавської волості Акмолинської області — ?) — радянський державний діяч, голова Миколаївського облвиконкому. Депутат Верховної Ради УРСР 3-го скликань.

## Біографія
У 1931 році закінчив Херсонський сільськогосподарський інститут, здобув спеціальність агронома.
З 1931 року працював агрономом Чаплинської машинно-тракторної станції (МТС) Дніпропетровського об'єднання «Облзаготзерно». Потім — старший агроном Хорлівської машинно-тракторної станції на Херсонщині.
У 1933—1937 роках — старший агроном Дніпропетровської обласної контори «Облтрактор»; головний агроном управління бавовництва Дніпропетровського обласного земельного відділу.
Член ВКП(б).
У 1937—1941 роках — заступник керуючого Дніпропетровської обласної контори «Заготзерно».
Під час німецько-радянської війни з 1941 року перебував у евакуації в східних районах СРСР. У грудні 1941—1945 роках — директор Кормилівської машинно-тракторної станції Омської області; начальник виробничого та планово-фінансового відділів, начальник південного управління і заступник начальника Омського обласного земельного відділу РРФСР.
У березні 1946—1947 роках — заступник начальника Одеського обласного земельного відділу, начальник Одеського обласного управління технічних культур.
У липні 1947 — січні 1949 року — начальник Миколаївського обласного управління сільського господарства.
29 січня 1949 — 17 березня 1953 року — голова виконавчого комітету Миколаївської обласної ради депутатів трудящих.
З 28 квітня 1953 по лютий 1956 року — начальник Одеського обласного управління сільського господарства.
У лютому 1956 — січні 1963 року — 1-й заступник голови виконавчого комітету Одеської обласної ради депутатів трудящих. У січні 1963 — грудні 1964 року — 1-й заступник голови виконавчого комітету Одеської сільської обласної ради депутатів трудящих.

## Нагороди
- орден Леніна (26.02.1958)
- орден Трудового Червоного Прапора (23.01.1948)
- медаль «За трудову доблесть»
- медаль «За доблесну працю у Великій Вітчизняній війні 1941—1945 рр.»
- медалі